# Speleophria bivexilla
Speleophria bivexilla é uma espécie de crustáceo da família Misophriidae.
É endémica das Bermudas.